# Stjärnsund
Stjärnsund è una cittadina della Svezia centrale, capoluogo del comune omonimo, nella contea di Dalarna; nel 2010 aveva una popolazione di 161 abitanti.